# Plecoptera rufirena
Plecoptera rufirena là một loài bướm đêm trong họ Erebidae.